# 湖北卓安篮球俱乐部
湖北卓安篮球俱乐部曾经為中国全国男子篮球联赛的一支参赛球队，於2011年成立，於2012年年初解散。

## 歷史
2011年4月8日，湖北卓安篮球俱乐部在武汉市正式挂牌。俱乐部由深圳卓安集团出资组建，前中国男篮主力队员、中国男篮国青队主教练张勇军担任总经理。俱乐部不仅组队参加NBL联赛，也与武汉理工大学等单位共建，建立了高水平篮球运动员后备人才教育培养基地。
2011年，球队参加了2011年NBL晋级赛，未能出线。随后出现资金等方面的原因，俱乐部工作就陷入了停滞。由于其他球队退出联赛，2011年NBL赛季开赛前湖北卓安又取得了参赛资格，然而球队只组织了1天集训，球员在领完装备后回去不久俱乐部就解散了，因此并没有实际参与该赛季的NBL比赛。